# Аль-Мурсалят
Аль-Мурсалят (араб. المرسلات — Посылаемые) — семьдесят седьмая сура Корана. Сура мекканская.  Состоит из 50 аятов.

## Содержание
Самым главным в этой суре является рассказ о воскрешении после смерти, о Дне воскресения, предостережение тому, кто отрицает воскрешение и Судный день. Сура завершается тем, что неверным, которые не уверовали в Коран, уготована гибель.

Клянусь посылаемыми с добром, ۝ несущимися быстро, ۝ распространяющими бурно, ۝ различающими твёрдо, ۝ и передающими Напоминание ۝ для оправдания или предостережения. ۝ Обещанное вам непременно сбудется. ۝ Когда погаснут звёзды, ۝ когда расколется небо, ۝ когда развеются горы, ۝ когда посланникам будет установлен срок. ۝ До какого дня отсрочено? ۝ До Дня различения! ۝ Откуда ты мог знать, что такое День различения? ۝ Горе в тот день тем, кто считает истину ложью! ۝ Разве мы не погубили первые поколения? ۝ Вслед за ними Мы отправили последующие поколения. ۝ Так поступаем Мы с грешниками. ۝ Горе в тот день тем, кто считает истину ложью! ۝ Разве Мы не сотворили вас из презренной жидкости ۝ и не поместили её в надёжном месте ۝ до известного срока? ۝ Мы предопределили меру, и как прекрасно Мы предопределяем! ۝ Горе в тот день тем, кто считает истину ложью! ۝ Разве Мы не сделали землю вместилищем ۝ для живых и мёртвых? ۝ Разве Мы не воздвигли на ней незыблемые и высокие горы и не напоили вас пресной водой? ۝ Горе в тот день тем, кто считает истину ложью! ۝ Ступайте к тому, что вы считали ложью! ۝ Ступайте к тени с тремя разветвлениями. ۝ Не прохладна она и от пламени не избавляет, ۝ а он бросает искры, подобные замку, ۝ который выглядит словно жёлтые верблюды. ۝ Горе в тот день тем, кто считает истину ложью! ۝ В тот день они будут безмолвствовать, ۝ и не будет им дозволено оправдываться. ۝ Горе в тот день тем, кто считает истину ложью! ۝ Вот День различения! Мы собрали вас и тех, кто был прежде. ۝ Если у вас есть какая-нибудь хитрость, то ухитритесь против Меня! ۝ Горе в тот день тем, кто считает истину ложью! ۝ А богобоязненные, воистину, пребудут среди сеней и источников ۝ и плодов, каких только пожелают. ۝ Ешьте и пейте во здравие за то, что вы совершали! ۝ Так Мы вознаграждаем творящих добро. ۝ Горе в тот день тем, кто считает истину ложью! ۝ Вкушайте и наслаждайтесь недолго, ведь вы являетесь грешниками. ۝ Горе в тот день тем, кто считает истину ложью! ۝ Когда им говорят: «Поклонитесь!» - они не кланяются. ۝ Горе в тот день тем, кто считает истину ложью! ۝ В какой же рассказ после этого вы уверуете?
—  77:1—50 (Кулиев)